# Vilamar
Vilamar (en sard, Bidda Mara, en italià Villamar) és un municipi italià, dins de la província de Sardenya del Sud. L'any 2007 tenia 2.960 habitants. Es troba a la regió de Marmilla. Limita amb els municipis de Furtei, Guasila (CA), Las Plassas, Lunamatrona, Pauli Arbarei, Sanluri, Segariu i Villanovafranca.
Fou el centre de l'històric comtat de Vilamar. L'any 1643 es concedí el títol a Ignasi d'Aimeric i Camí, senyor de Villa Mara i Arbaci (Sardenya) i cavaller de Calatrava.

## Administració
| Període | Identitat         | Partit        |
| ------- | ----------------- | ------------- |
| 2005-   | Pier Sandro Scano | Llista cívica |